# Sanford (Colorado)
Sanford és una població dels Estats Units a l'estat de Colorado. Segons el cens del 2000 tenia 817 habitants.

## Demografia
Segons el cens del 2000, Sanford tenia 817 habitants, 273 habitatges, i 212 famílies. La densitat de població era de 223,7 habitants per km².
Dels 273 habitatges en un 45,1% hi vivien nens de menys de 18 anys, en un 61,5% hi vivien parelles casades, en un 12,8% dones solteres, i en un 22,3% no eren unitats familiars. En el 20,5% dels habitatges hi vivien persones soles el 10,6% de les quals corresponia a persones de 65 anys o més que vivien soles. El nombre mitjà de persones vivint en cada habitatge era de 2,99 i el nombre mitjà de persones que vivien en cada família era de 3,5.
Per edats la població es repartia de la següent manera: un 35,3% tenia menys de 18 anys, un 11% entre 18 i 24, un 25,1% entre 25 i 44, un 17,9% de 45 a 60 i un 10,8% 65 anys o més.
L'edat mediana era de 28 anys. Per cada 100 dones de 18 o més anys hi havia 96,7 homes.
La renda mediana per habitatge era de 25.625 $ i la renda mediana per família de 30.469 $. Els homes tenien una renda mediana de 25.268 $ mentre que les dones 17.212 $. La renda per capita de la població era d'11.087 $. Entorn del 15,7% de les famílies i el 20,1% de la població estaven per davall del llindar de pobresa.

## Poblacions més properes
El següent diagrama mostra les poblacions més properes.